# Bryan McMullin
Bryan McMullin (ur. 29 września 1985 r. w Kalifornii w Stanach Zjednoczonych) – amerykański model i aktor.

## Biogram
Zaistniał na początku 2007 roku, kiedy to pojawił się na antenie amerykańskiej stacji Oxygen jako uczestnik reality-show o tematyce LGBT The Janice Dickinson Modeling Agency, powstałym z inicjatywy modelki i aktorki Janice Doreen Dickinson. Obok J.P. Calderona, był jednym z dwóch gejowskich uczestników programu. Po sukcesie programu wystąpił w teledysku do piosenki kanadyjskiej wokalistki Avril Lavigne "Girlfriend", która promowała jej najnowszy album The Best Damn Thing. Sukces teledysku sprawił, że Bryan stał się popularnym aktorem wideoklipowym i udzielił się jeszcze w klipach Still Remains i Paris Hilton. Od 2005 roku grywa epizody w popularnych amerykańskich produkcjach telewizyjnych. W 2008 roku otrzymał główną rolę w homoerotycznym horrorze Davida DeCoteau The Brotherhood VI: Initiation. Film został wypuszczony do dystrybucji w styczniu 2009 roku.

## Wymiary[2]
- wzrost: 183 cm
- waga: 70 kg
- talia: 103 cm

## Filmografia
- 2012: Louis Vuitton: LA Is a Man jako mężczyzna w oknie
- 2011: Decibel jako Roman
- 2010: The Tip jako Bell Boy
- 2010: The Visitors jako Devon (także producent filmu)
- 2009: The Brotherhood VI: Initiation jako Shane
- 2005: Odnaleźć spokój (Out of the Woods) jako statysta
- 2005: Jordan (Crossing Jordan) jako gorący facet (występ gościnny)
- 2006: Las Vegas jako facet w kasyno (występ gościnny)
- 2007: Lincoln Heights jako facet na randce (występ gościnny)